# Albert Hassler
Albert Hassler (2. listopadu 1903, Chamonix – 22. září 1994) byl francouzský reprezentační hokejový útočník.
V roce 1924, 1928 a 1936 byl členem Francouzského hokejové týmu, který skončil 2x šestý a 1x desátý na zimních olympijských hrách.